# Sunol
Sunol – jednostka osadnicza w Stanach Zjednoczonych, w stanie Kalifornia, w hrabstwie Alameda.